# Copelatus ischius
Copelatus ischius är en skalbaggsart som beskrevs av Guignot 1956. Copelatus ischius ingår i släktet Copelatus och familjen dykare. Inga underarter finns listade i Catalogue of Life.